# Alue Teungoh
Alue Teungoh is een bestuurslaag in het regentschap Aceh Jaya van de provincie Atjeh, Indonesië. Alue Teungoh telt 82 inwoners (volkstelling 2010).